# District de Pebane
Le district de Pebane est une subdivision administrative de la province de Zambézie au nord du Mozambique. En 2007, sa population est de 1 185 333 habitants.

## Source de la traduction
- (pt) Cet article est partiellement ou en totalité issu de l’article de Wikipédia en portugais intitulé « Pebane (distrito) » (voir la liste des auteurs).